# António Fragoso

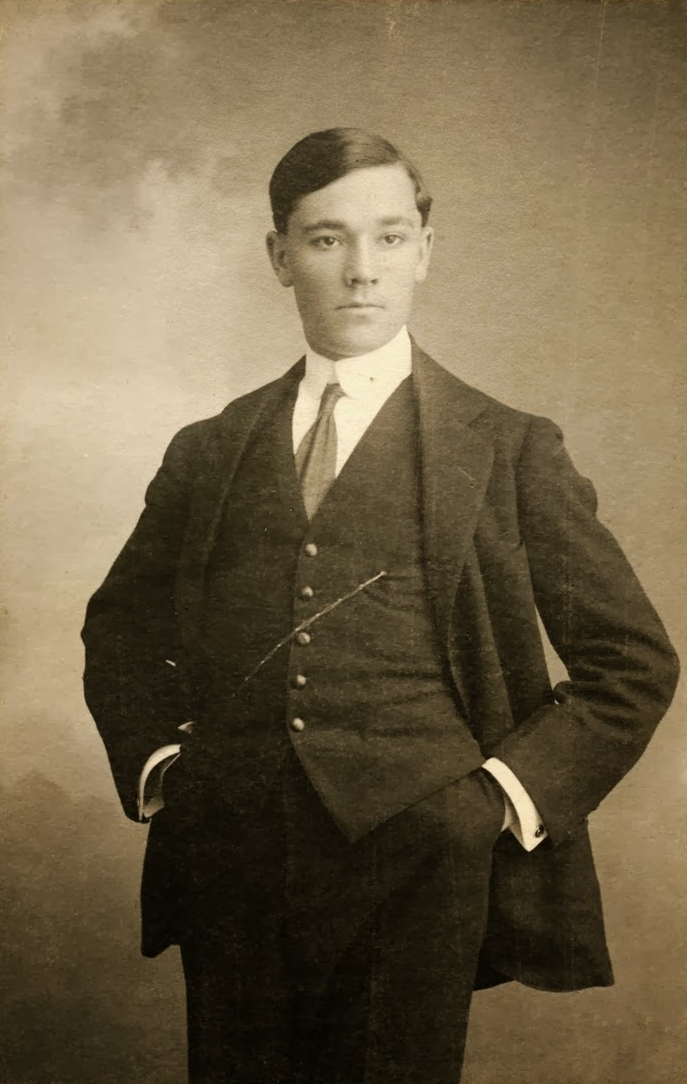
António Fragoso

Antonio de Lima Fragoso (* 17. Juni 1897 in Pocariça, Kreis Cantanhede, Distrikt Coimbra, Portugal; † 13. Oktober 1918 ebendort) war ein portugiesischer Komponist und Pianist. Er gilt als bedeutendster portugiesischer Komponist seiner Generation.

## Leben
Bereits mit sechs Jahren wurde er in Musik unterrichtet. Bis zu seinem Tod hinterließ er ein schmales Werk, das ihn aber trotzdem zum herausragenden Komponisten seiner Generation in Portugal werden ließ. Er schloss seine Studien, die er 1914 begonnen hatte, 1918 als Piano-Musiker am Lissaboner Musik-Konservatorium ab, wenige Wochen später starb er an der Spanischen Grippe.
Sein Werk war beeinflusst durch Claude Debussy und Gabriel Fauré. Einer seiner Lehrer am Konservatorium war der bekannte Komponist Luís de Freitas Branco.
Fragoso schrieb hauptsächlich Violin- und Piano-Musik. Aber es entstanden auch Lieder, wie „Canção da Fiadeira“, nach einem Text von António Correia de Oliveira oder „Chansonne de Automne“, vertont mit Versen von Paul Verlaine auf Französisch.
Das Quartetto Antonio Fragoso spielt seine und ausländische klassische Musik, die Associação Antonio Fragoso versucht seinen Namen im Gedächtnis zu behalten und über Leben und Werk zu forschen; 1986 gab es eine Sendung beim portugiesischen Fernsehen ihm zu Ehren (Tributo a Antonio Fragoso), 2008 fand ein umfangreiches Kolloquium über ihn statt.

## Werk (Auswahl)
- Canções e danças portuguesas (Portugiesische Tänze und Gesänge).
- 7 Preludien
- Suite Romantique, 1916.
- Trio in C sharp Minor, 1916.
- Sonate in D, 1918, unvollendet.